# 白川村立白川郷学園
白川村立白川郷学園（しらかわそんりつ しらかわごうがくえん）は、岐阜県大野郡白川村にある公立の義務教育学校。
羽島市の羽島市立桑原学園と並び、岐阜県で初めての義務教育学校として2017年（平成29年）4月に開校。同年4月5日に開校式が行なわれた。

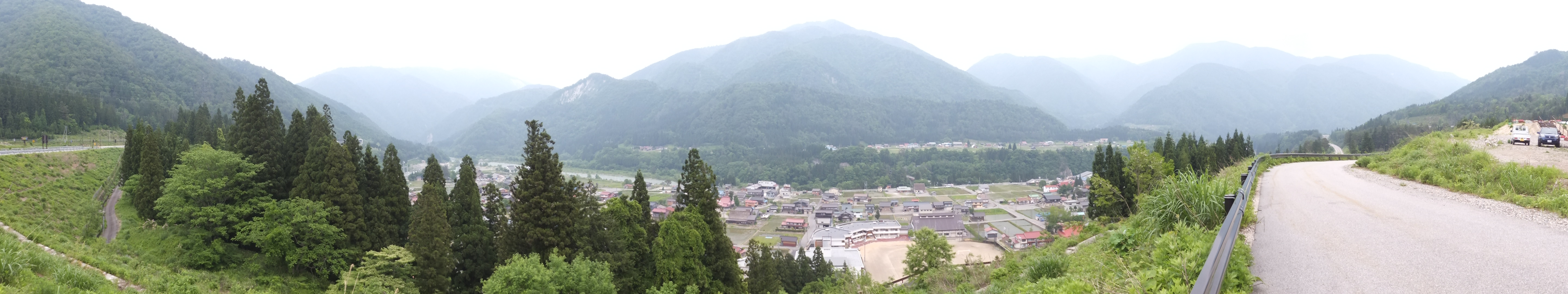
飛騨白川PAからの眺め

## 概要
- 学校独自のプログラムとして「ふるさと学習」「しらかわ人学」「英語学習」がある。
- 校舎は白川小学校と白川中学校の施設をそのまま利用。校舎が隣接していることもあり、間に通路（ふれあいブリッジ）で結ばれ、玄関も1箇所に統一されている。
- 就学区域は白川村全域であるが、小白川地域の児童は、富山県南砺市の上平小学校及び平中学校に委託している[2]。

## 沿革
- 2011年（平成23年） - 白川小学校と白川中学校で小中一貫教育を開始。「小中一貫教育校　白川郷学園　白川小学校　白川中学校」となる。
- 2012年（平成24年） - 白川村が義務教育学校の設置条例を制定。
- 2013年（平成25年） - 白川村内の保育園（白川保育園、平瀬保育園）が白川村教育委員会管轄となる。保小中一貫教育を開始。
- 2017年（平成29年） - 白川小学校と白川中学校を統合し、義務教育学校の白川村立白川郷学園として開校。